# Bureau international catholique de l'enfance
 (octobre 2009).
Le Bureau international catholique de l'enfance (BICE) est une association française loi de 1901 engagée pour la promotion et la protection de la dignité et des droits de l’enfant. 
Le BICE est constitué par les organisations membres de son réseau international. L’association a reçu le Prix des droits de l’Homme de la république Française en 1996. Déclarée d’intérêt général, elle est labellisée par le Don en Confiance depuis 2008.
Le BICE : 
- bénéficie d’un statut consultatif auprès de deux organismes de l’ONU : l'Unicef et l'ECOSOC (Conseil économique et social des Nations unies) ;
- est en relations opérationnelles avec l'Unesco ;
- a un statut participatif auprès du Conseil de l’Europe.

Depuis le 30 novembre 2011, le BICE a un statut consultatif auprès de l’Organisation internationale de la francophonie (OIF). 

## Histoire
Sur l’élan du père Gaston Courtois qui répondait à l’appel du pape Pie XII, le BICE est fondé le 17 janvier 1948. 
Dès lors, le BICE prend une part active aux travaux préparatoires de la Déclaration des droits de l'enfant de 1959, puis intègre le groupe de travail des Nations unies qui participe dans les années 1980 à l’élaboration de la Convention relative aux droits de l'enfant, adoptée en 1989.

### Dates clés
Les principales dates qui jalonnent l'histoire du BICE sont les suivantes :
- 1948 : création du BICE
- 1959 : le BICE participe activement à l’élaboration de la Déclaration des Droits de l’Enfant des Nations unies
- 1979 : l'Année Internationale de l'Enfant sur l’initiative du BICE
- 1989 : l’ONU adopte la Convention relative aux droits de l’enfant. Le groupe d’ONG qui soutient ce texte est piloté par le BICE, Défense des Enfants International, et Save the Children
- 1996 : le BICE obtient le Prix des droits de l'homme de la République française
- 2009 : le BICE lance l'Appel mondial à une nouvelle mobilisation pour l'enfance à l’occasion du 20e anniversaire de la Convention relative aux droits de l’enfant
- 2018 : le BICE fête ses 70 ans. Il est reçu en audience privée par le Pape François

## Organisation et missions
L'association s'appuie sur la Convention relative aux droits de l'enfant (CDE), qu'elle a contribué à élaborer et dont elle soutient la mise en application[réf. souhaitée].
Ses principes directeurs affichés sont :
- La recherche de l'intérêt supérieur de l'enfant et le respect de sa dignité.
- Le respect de sa famille, sa communauté d'appartenance, sa culture et sa religion.
- La promotion de la dignité et des droits de l'enfant face à toutes formes d'atteintes : discriminations, exclusions, exploitations, violences...
- La défense et le soutien de tous les enfants. Une attention particulière est portée aux plus vulnérables : enfants victimes de maltraitances, enfants travailleurs, enfants en situation de handicap, enfants en conflit avec la loi, enfants en rupture familiale et sociale, enfants-soldats.

## Publications
- La revue Enfants de partout - Trimestrielle - diffusion 45 000 exemplaires.
- La Collection « Les cahiers du BICE » : une série d’essais sur la résilience de l’enfant, parmi lesquels « Droits de l’enfant et résilience », «  La résilience ou le réalisme de l’espérance », « Résilience et Spiritualité ».